# Gomphidius roseus
Gomphidius  roseus (Elias Magnus Fries, 1821 ex Elias Magnus Fries, 1838), din încrengătura Basidiomycota, în familia Gomphidiaceae și de genul Gomphidius este o ciupercă comestibilă, denumită în popor bălușcă rozalie. Ea coabitează, fiind un simbiont micoriza, formând prin urmare micorize pe rădăcinile arborilor, dar parazitează și micorizele soiului Suillus bovinus. Buretele se dezvoltă în România, Basarabia și Bucovina de Nord solitară sau în grupuri mai mici pe sol acru și nisipos, în  păduri de conifere, deseori și la marginea lor precum pe lângă cărări de pădure,  în special sub pini și cu preferință printre Erica sau pe mușchi. Apare la deal, dar preferat în munți, din iulie până în octombrie (noiembrie).

## Taxonomie

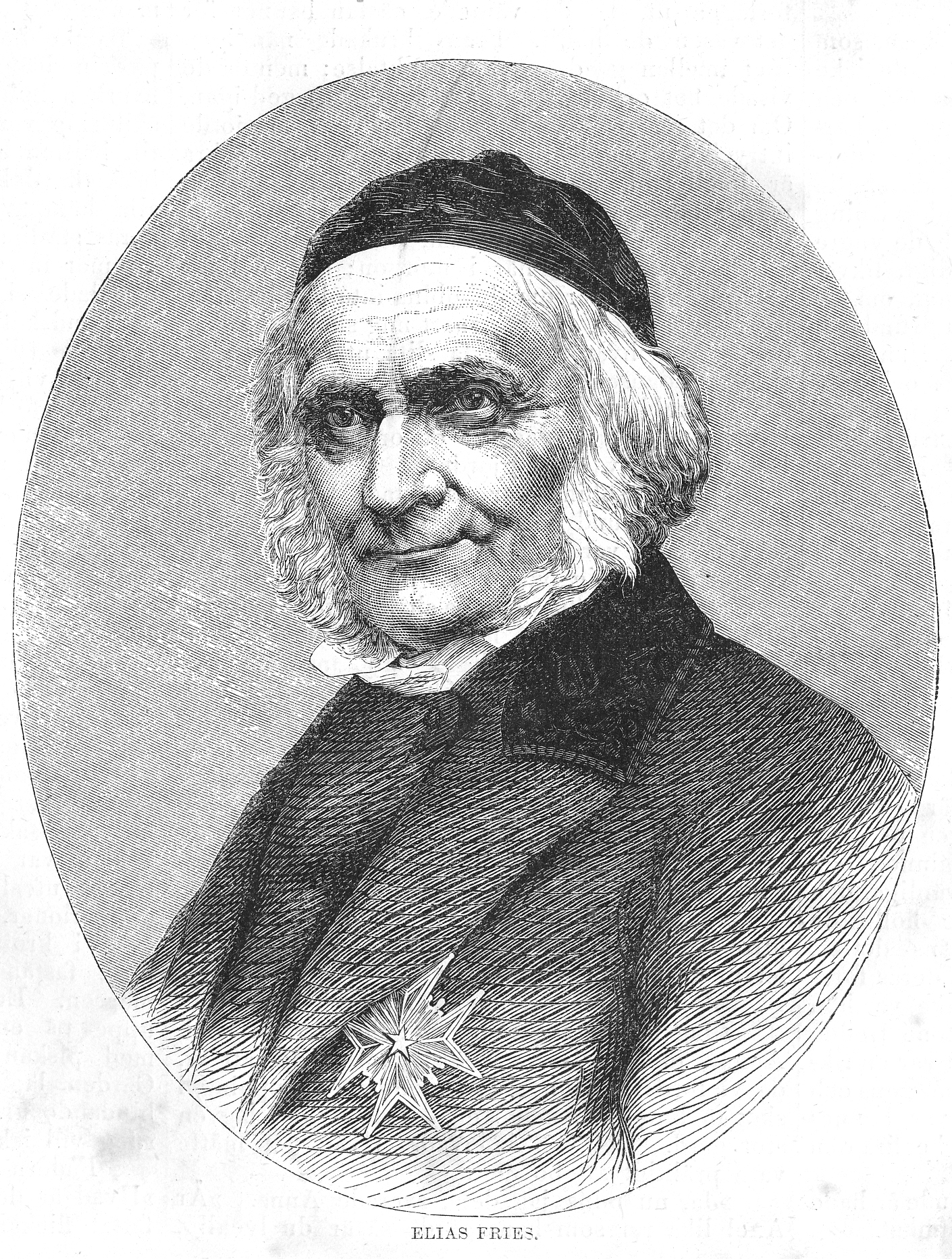
Elias M. Fries

În 1821, renumitul micolog suedez Elias Magnus Fries a fost primul care a descris specia ca Agaricus glutinosus var. roseus, văzând în ea mai întâi o variație a lui Gomphidius glutinosus.  După 17 ani, în 1838, s-a corectat, dându-i numele binomial valabil până în prezent (2018), de verificat în cartea sa Epicrisis systematis mycologici, seu synopsis hymenomycetum.
Denumirea autorilor cehi František Kotlaba și Zdeněk Pouzar, Leucogomphidius roseus, nu este folosită, dar acceptată sinonim.
Epitetul specific se trage din adjectivul latin (latină roseus=roz, trandafiriu, datorită aspectului cuticulei.

## Descriere

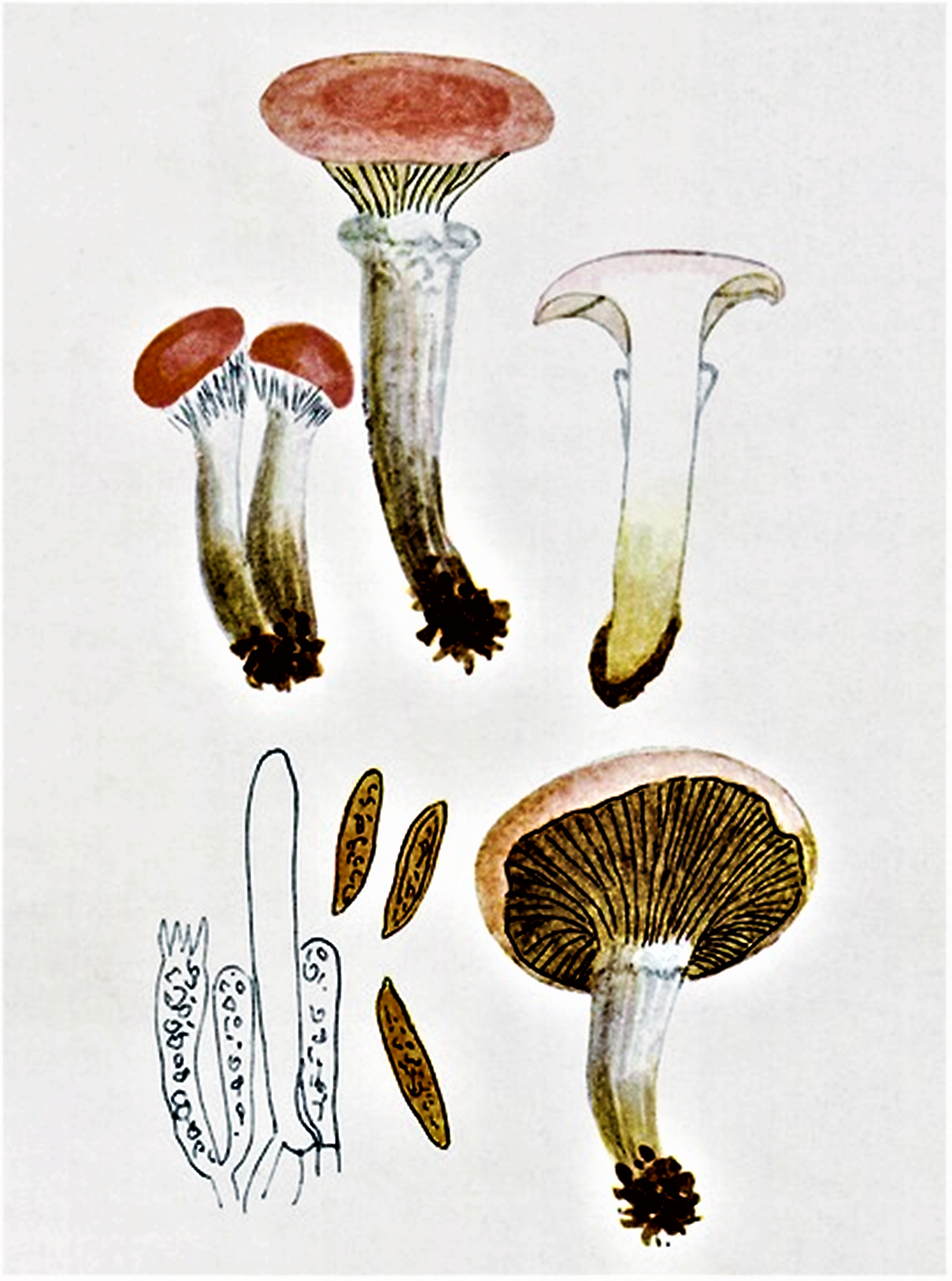
Bres.: Gomphidius roseus

- Pălăria: are un diametru între 3 și 5 cm precum o lungime de până la 7 cm, fiind acoperită în tinerețe de un văl alb și mucos, pentru mult timp boltită semisferic cu marginile răsucite spre interior, apoi convexă, la bătrânețe aplatizată și la mijloc adâncită, dezvoltând câteodată un gurgui central, puțin proeminent. Cuticula care se poate decojii foarte ușor este netedă și, începând cu maturitatea lucioasă până unsuroasă, dar niciodată mucoasă. Coloritul este la început albicios, iar după dispariția vălului, roz-maroniu deschis, rozaliu sau chiar viu roșcat.
- Lamelele: acoperite în tinerețe de o cortină fină, albă și mucoasă, sunt ceroase, distanțate, late, înalte și cărnoase, arcuite, mult decurente în lungul piciorului și numai puțin bifurcate precum ușor separabile, devenind treptat palid gri, la bătrânețe, datorită culorii sporilor, închis gri-măslinii cu muchii albicioase.
- Piciorul: are o înălțime de 4-8 cm și o lățime de 1-1,8 cm, este cilindric, plin, ușor fibros, subțiat spre bază, și îngroșat clar spre zona inelară lânoasă pe care ciuperca o prezintă. Culoarea primară este albicioasă, adesea cu pete negricioase mici, spre bază cu nuanțe galben-maronii.
- Carnea: este groasă, moale, în picior mai tare, aproape niciodată atacată de viermi și de culoare albă, sub cuticulă și spre baza piciorului gălbuie până roșiatică. Ea nu se decolorează după tăiere. Mirosul este aproape imperceptibil, gustul plăcut și dulceag. Cuticula ar trebui să fie îndepărtată imediat după cules.[4][5]
- Caracteristici microscopice: are spori lunguieți-fusiformi, netezi, negru-măslinii, având o mărime de 15,5 - 22,4 × 4,6 - 6,6 microni. Basidiile de 50-55 × 9- 14 microni cu 4 sterigme au formă de măciucă fără fibule la bază. Cistoidele celule de obicei izbitoare și sterile care pot apărea între basidii și himen, stratul fructifer) sunt cilindrice, acoperite cu pete neregulate brune și măsoară 100-125 × 10-14 microni. Hifele paralele ale pălăriei sunt hialine (translucide) și au un diametru de 3-9 microni.[11][12]
- Reacții chimice: Buretele uscat se colorează cu Hidroxid de potasiu încet murdar brun, proaspăt devine roșiatic.[13]
- Particularitate: Această ciupercă frumoasă și izbitoare la ochi este asociată îndeaproape cu Suillus bovinus. Numai rar se poate găsi singură căci trăiește și parazitar: pătrunde în micoriza lui Suillus bovinus și extrage nutrienți.[14]

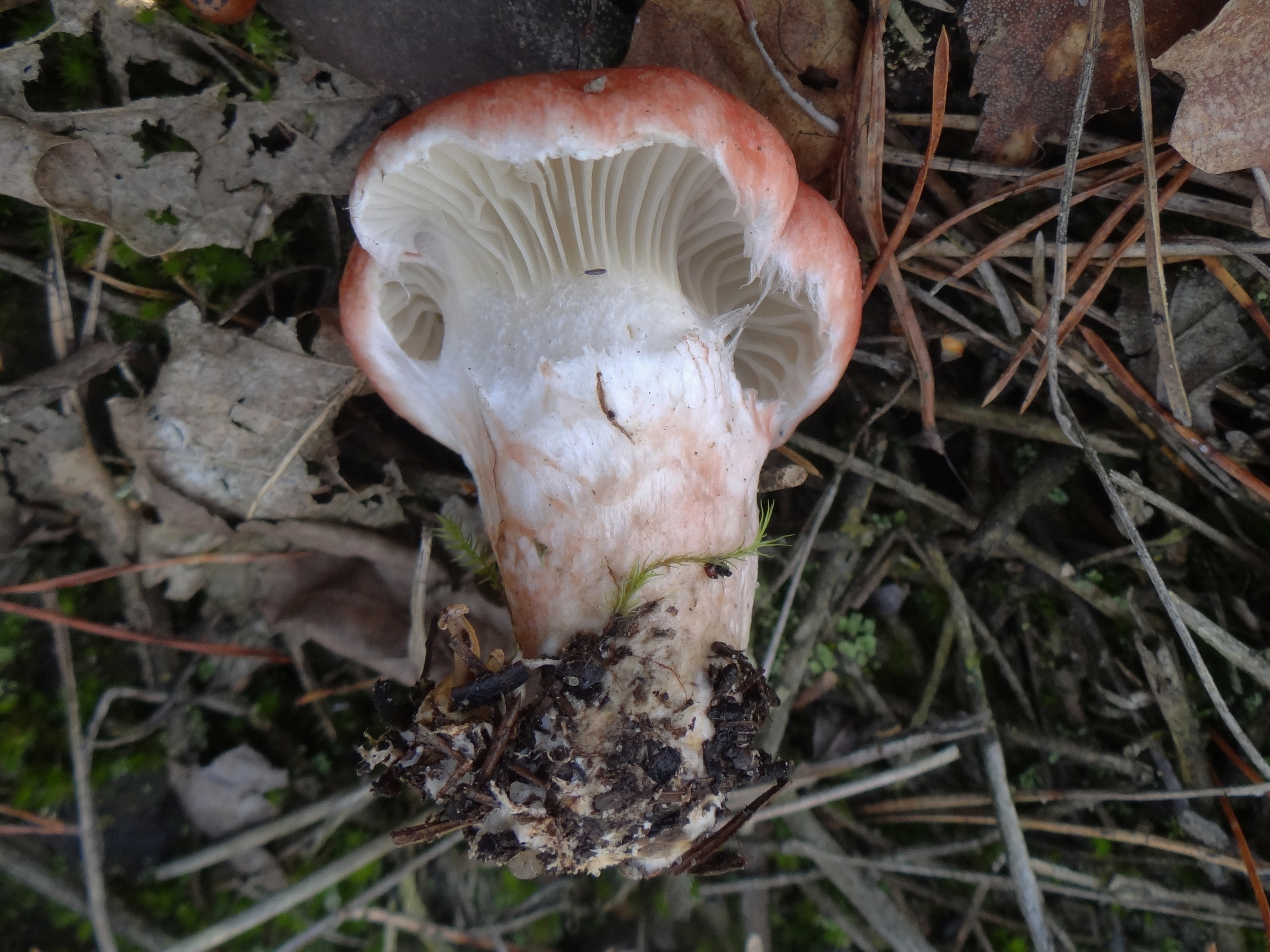
G. roseus tânără: lamele și picior
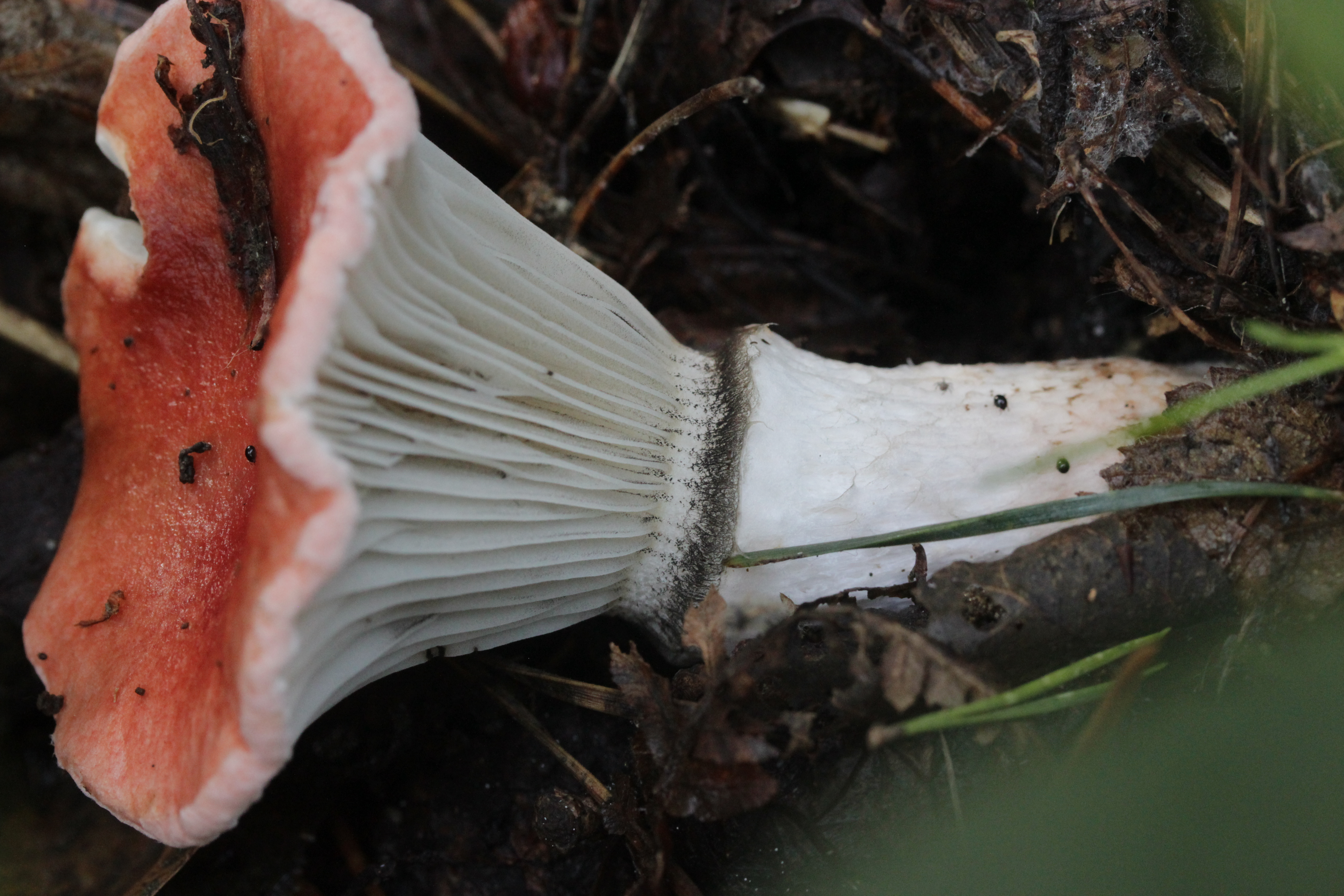
G. roseus matură: lamele și picior
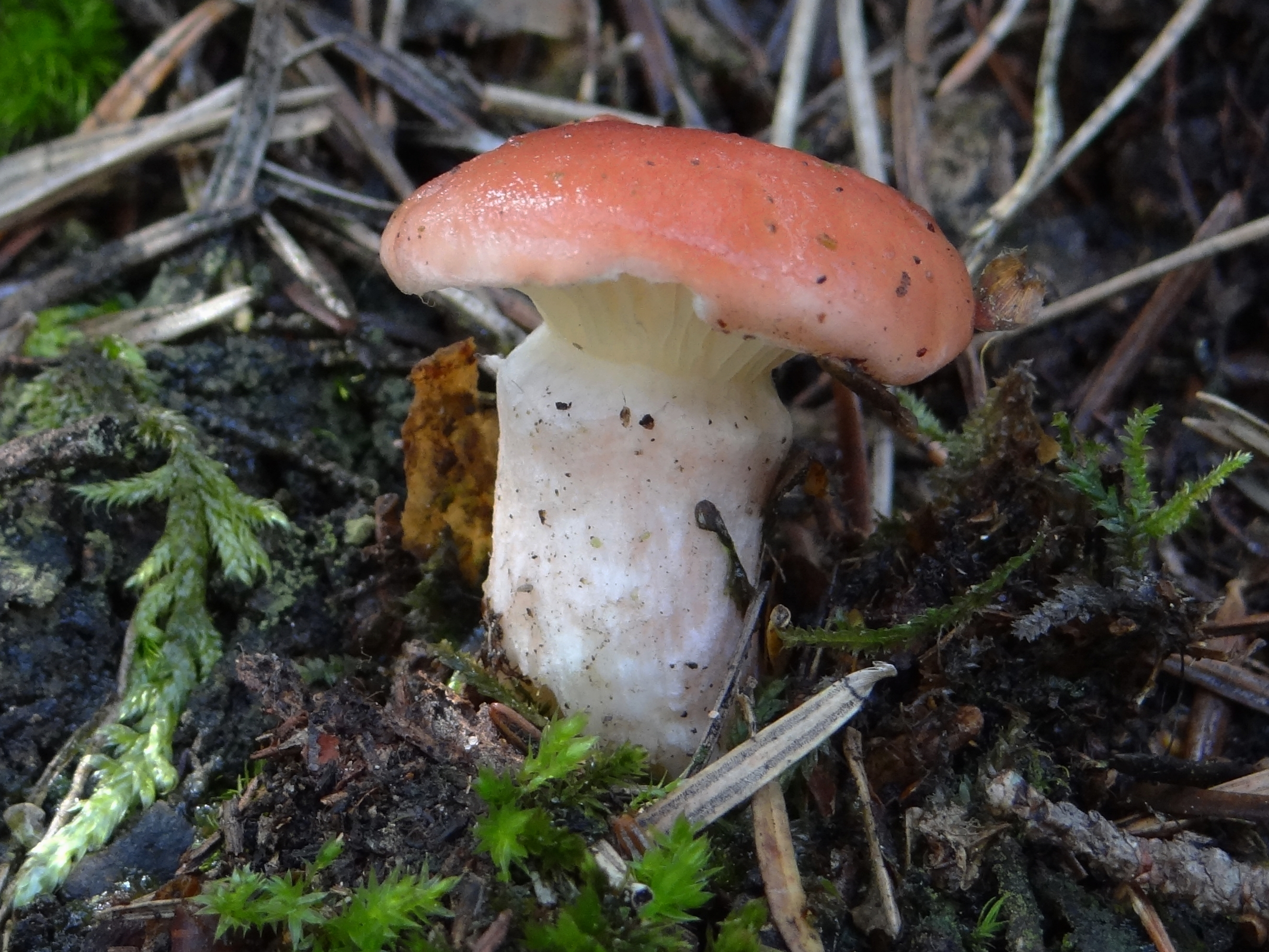
G. roseus tânără
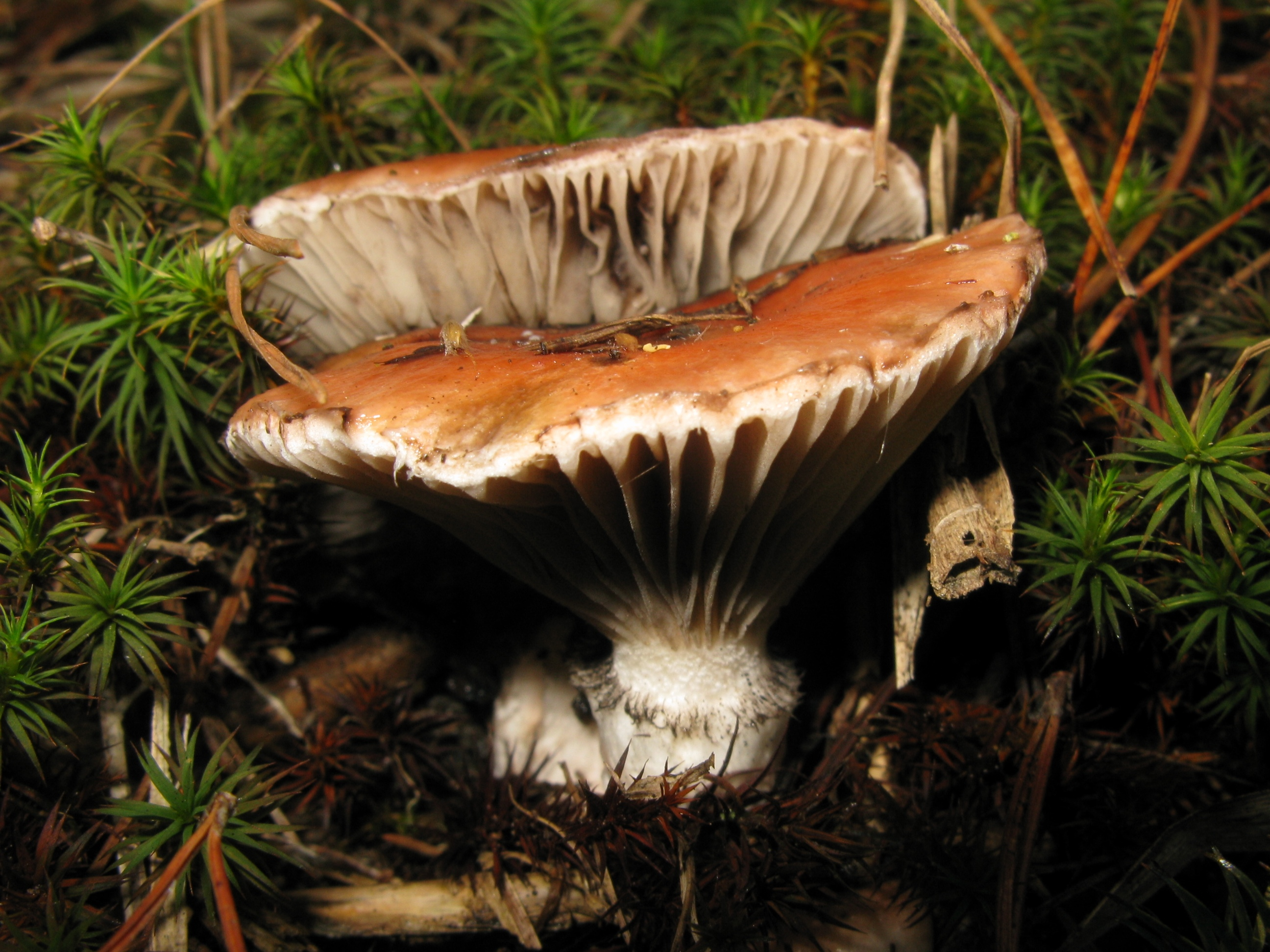
G. roseus bătrâne
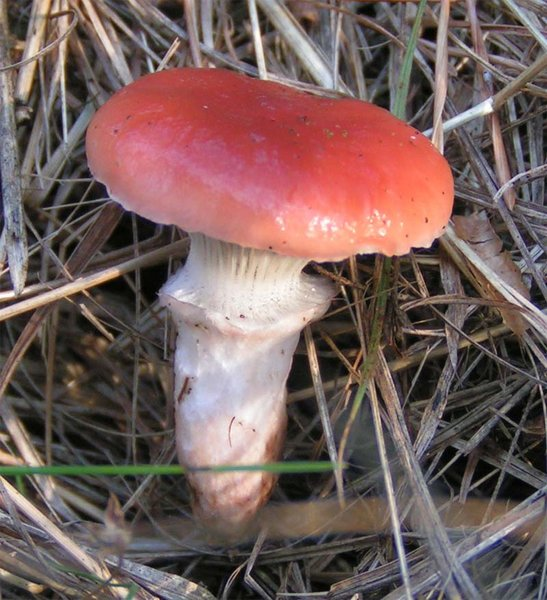
G. roseus cu pălărie puternic rozalie
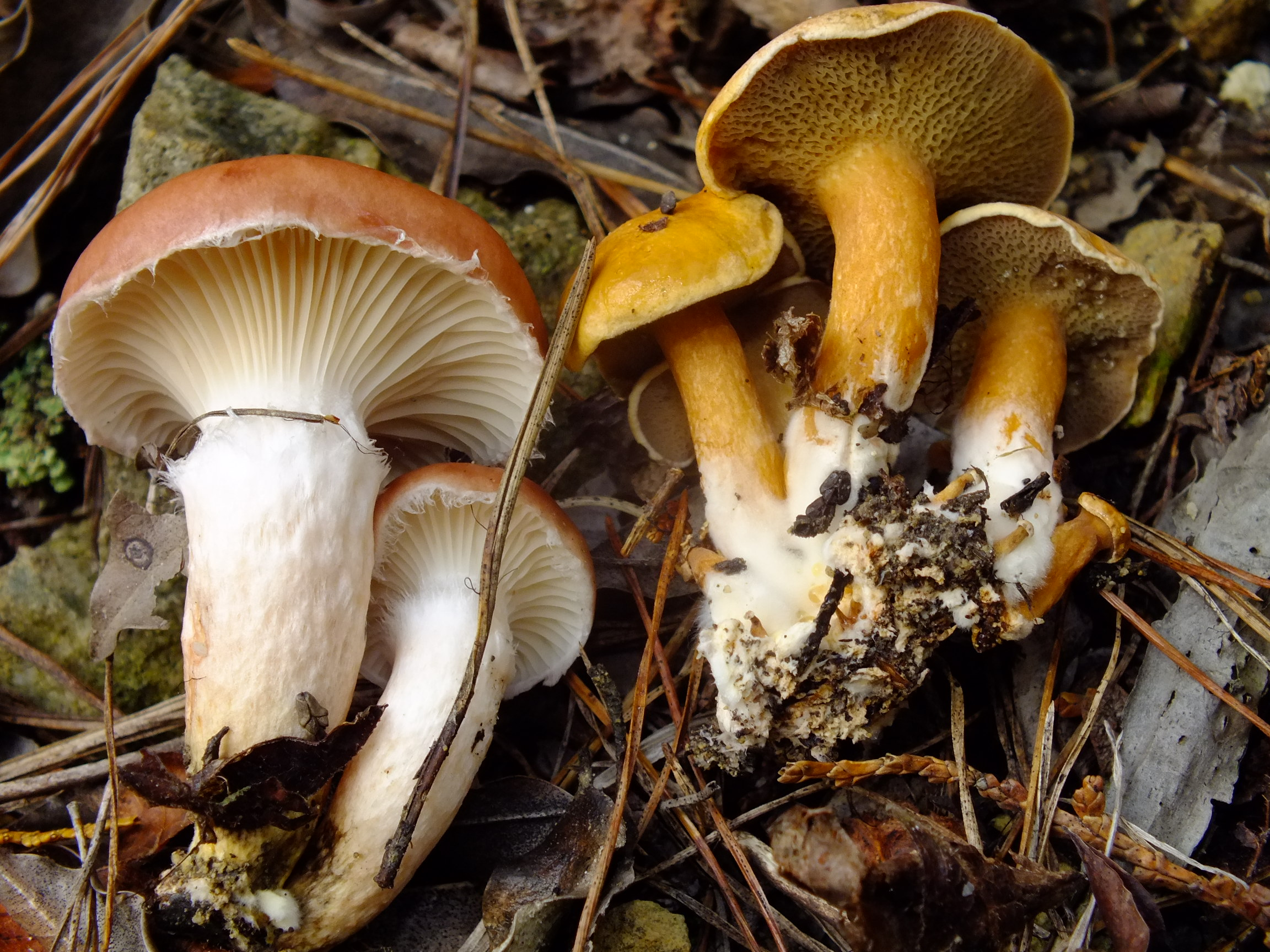
G. roseus cu Suillus bovinus

## Confuzii
Bălușca rozalie poate fi confundată cu surata ei, Gomphidius glutinosus (comestibil), precum cu Chroogomphus helveticus sin. Gomphidius helveticus (comestibil), Chroogomphus rutilus sin. Gomphidius viscidus (comestibil, ceva mai mic, cuticulă uscată, dar tare unsuroasă la umezeală și mai roșiatică, crește sub pini), Gomphidius gracilis (comestibil, ceva mai mic, colorit de asemenea  rozaliu, cuticulă unsuroasă, se dezvoltă sub larici) sau Gomphidius maculatus (comestibil).
De sus, buretele poate fi confundat și cu Suillus grevillei (comestibil), sau cu Suillus luteus (comestibil, și el are tuburi și pori precum o manșetă largă, se dezvoltă sub pini) precum Suillus viscidus (comestibil, se dezvoltă sub larici).
Fatal ar fi confuzia posibilă cu posibil letalele Paxillus involutus și Russula emetica prin începători.

## Specii asemănătoare

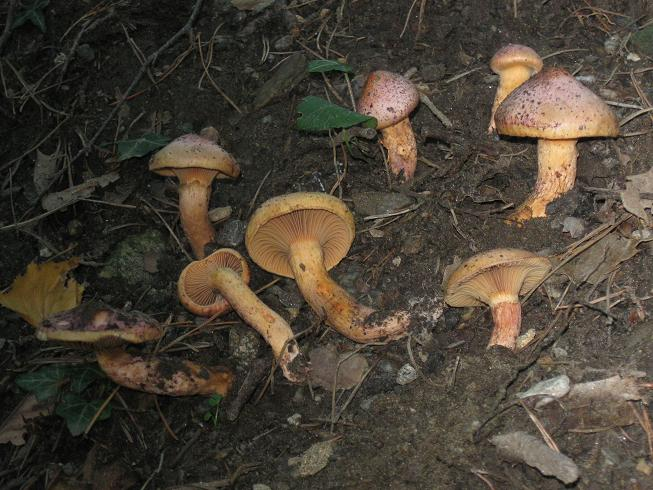
Chroogomphus sin. Gomphidius helveticus
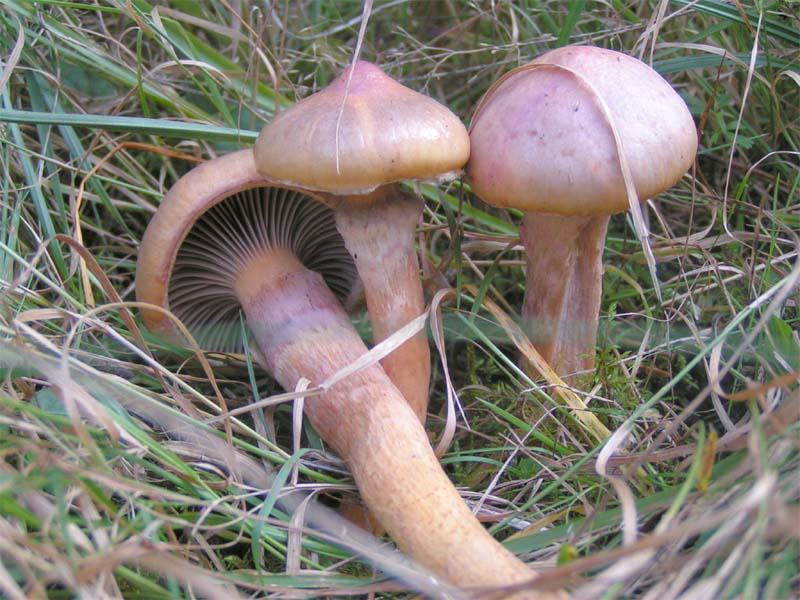
Chroogomphus rutilus sin. Gomphidius viscidus
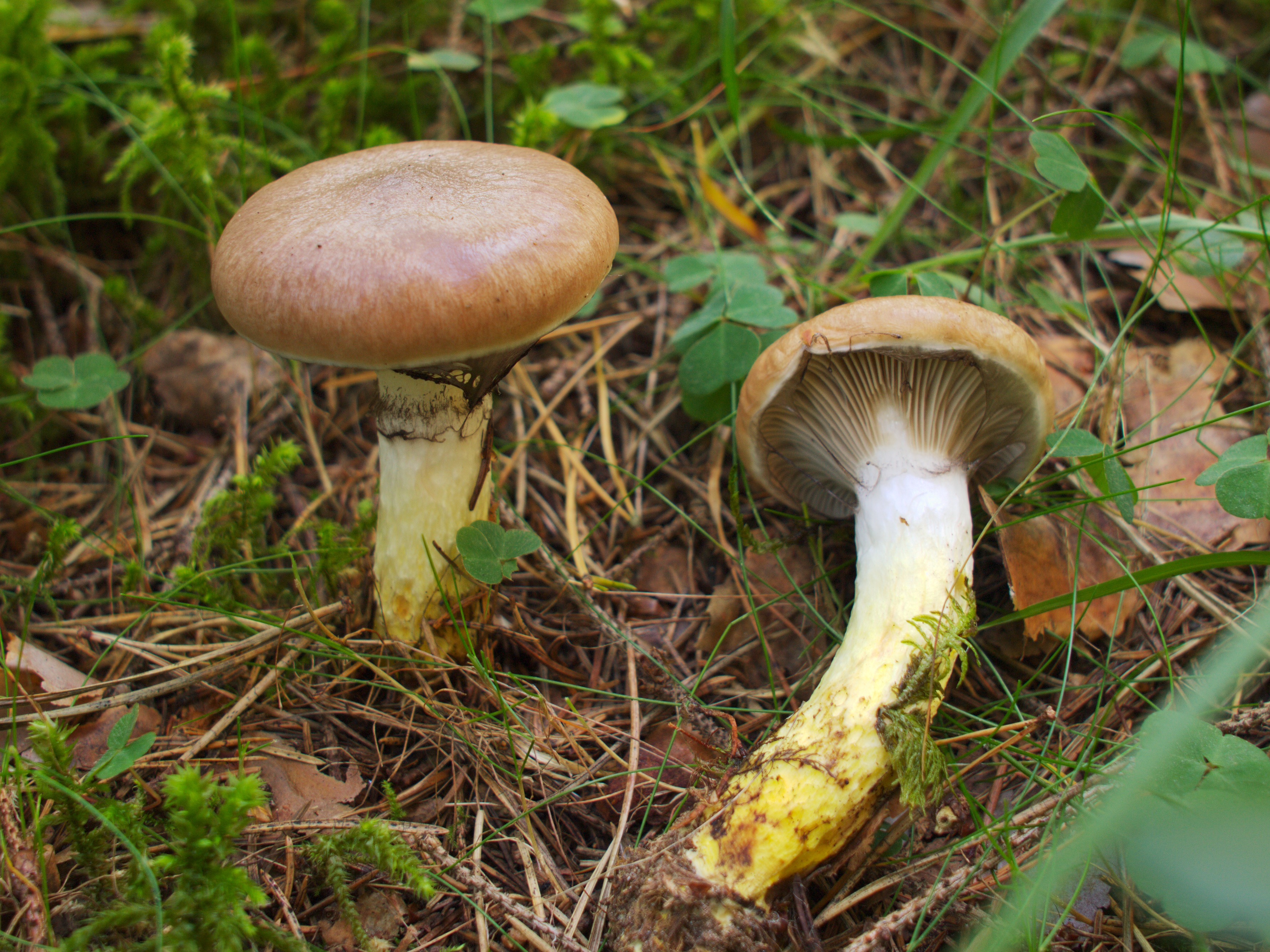
Gomphidius glutinosus
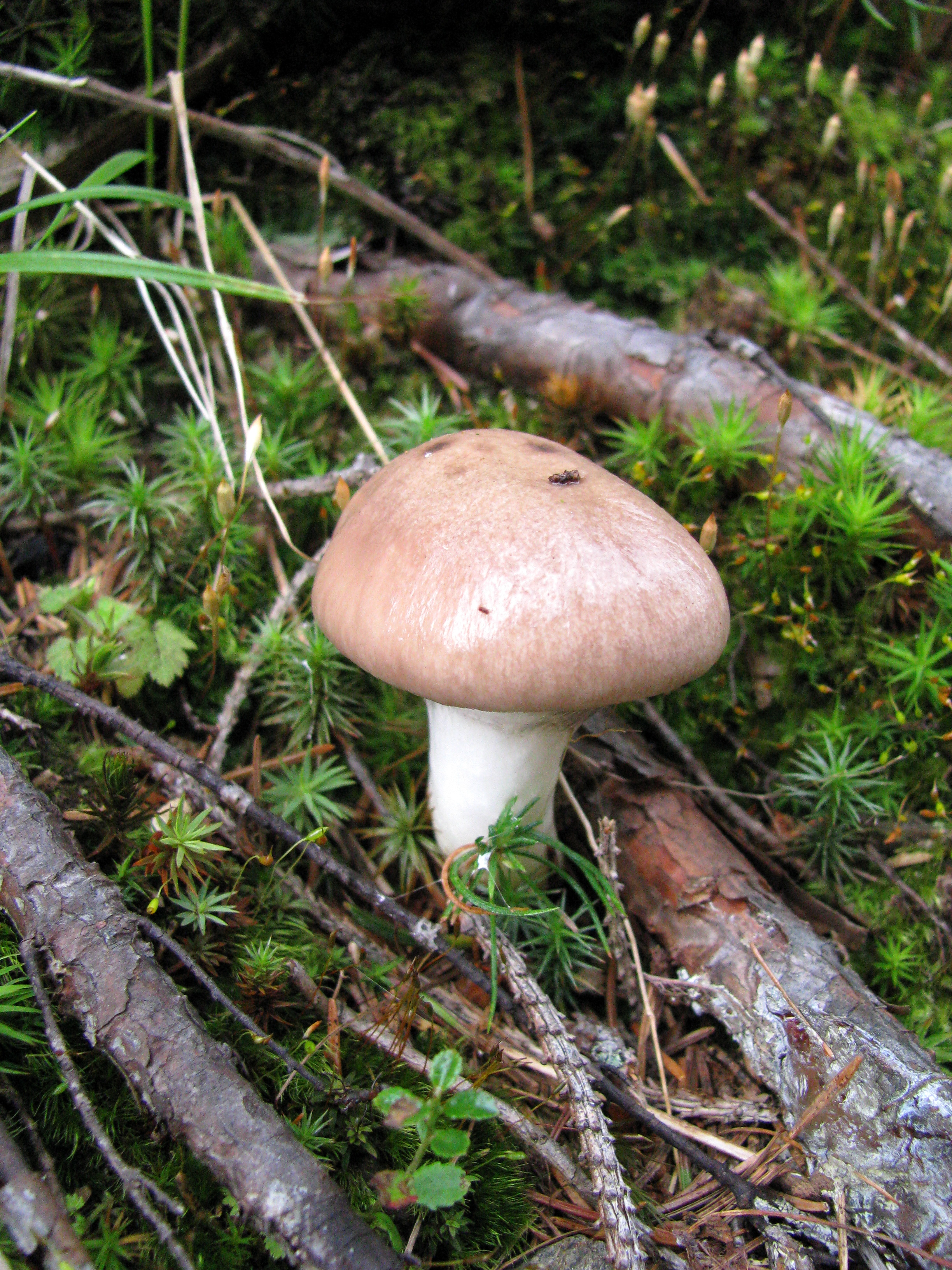
Gomphidius gracilis
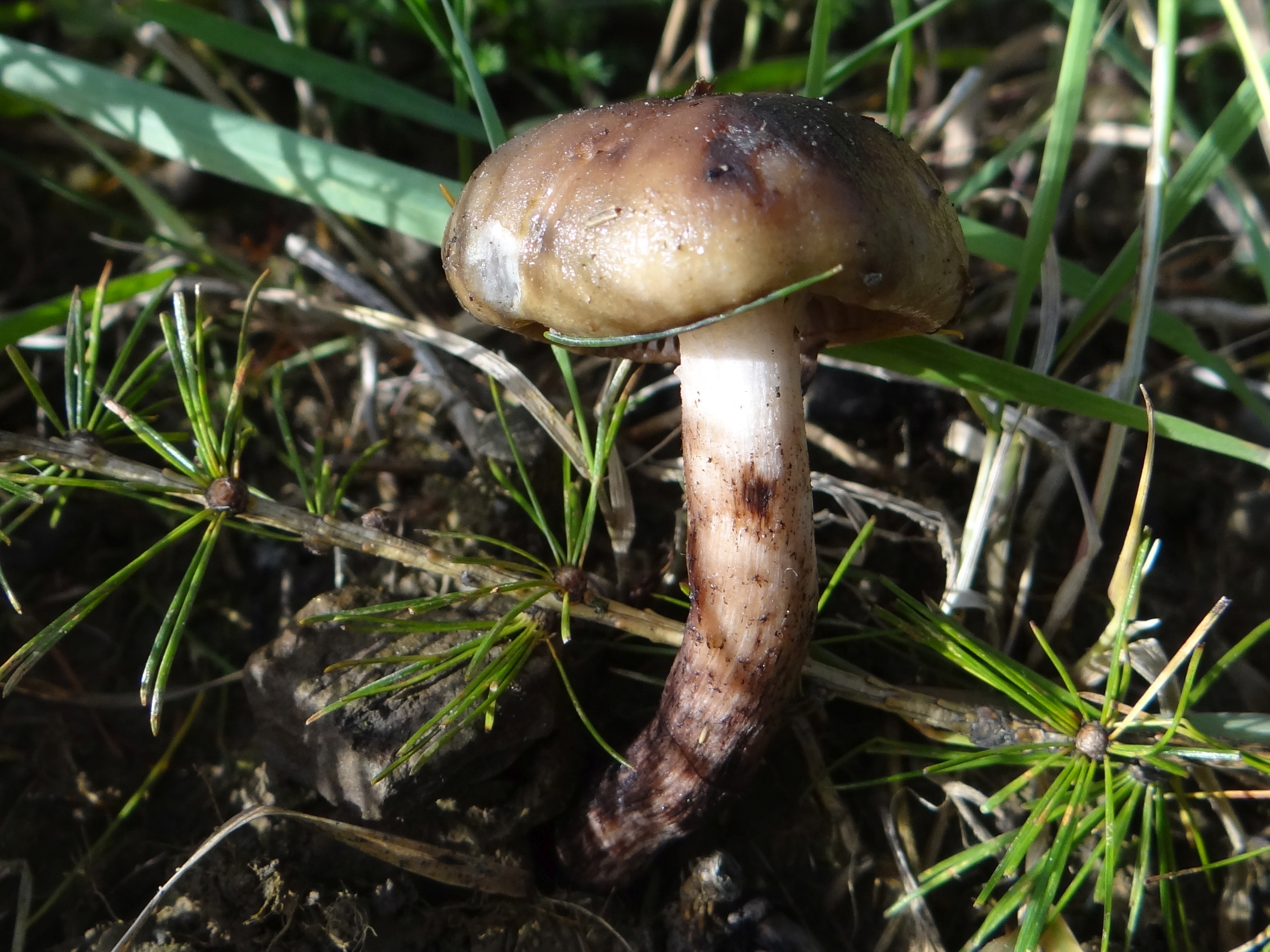
Gomphidius maculatus

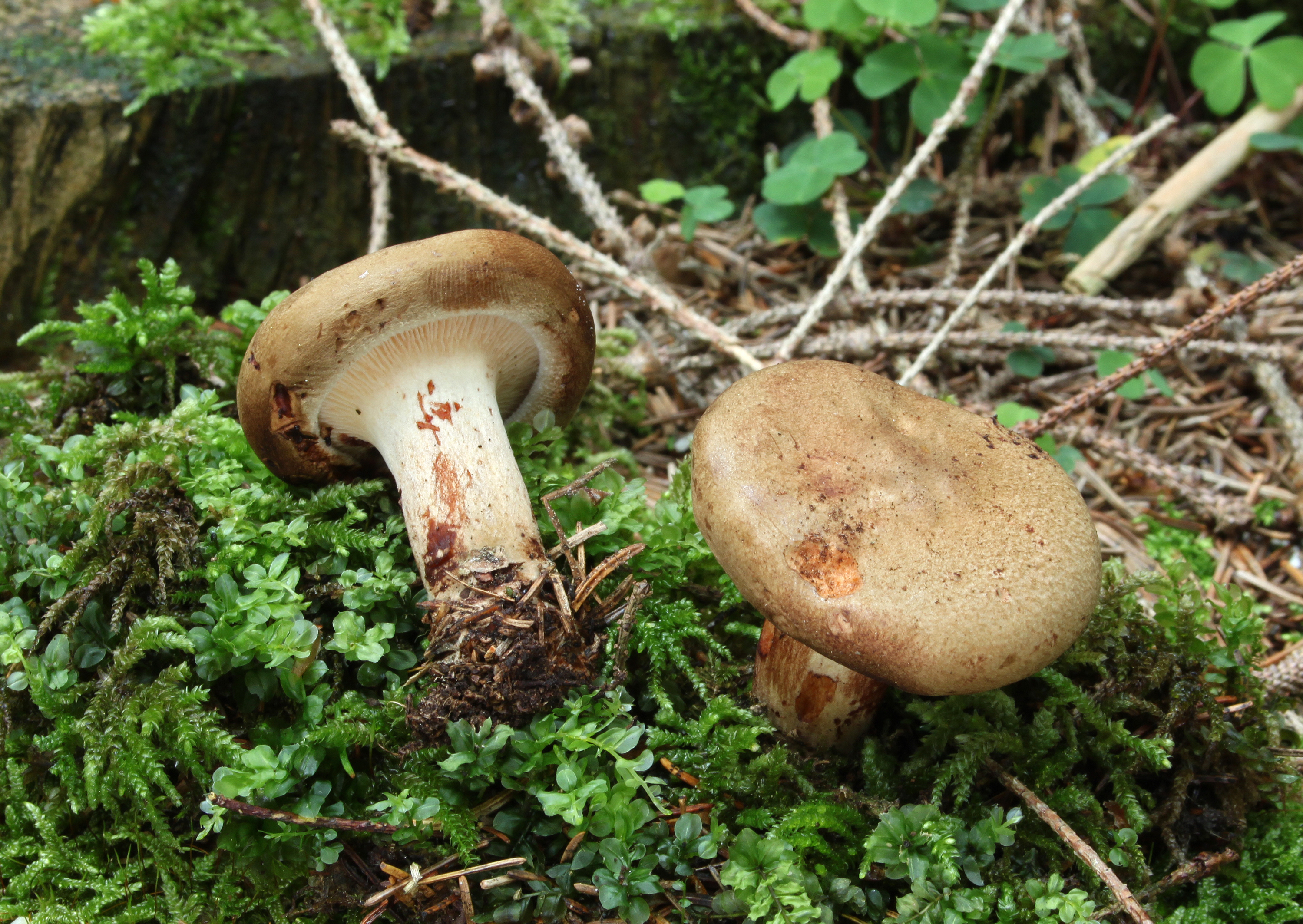
!!!Paxillus-involutus!!!
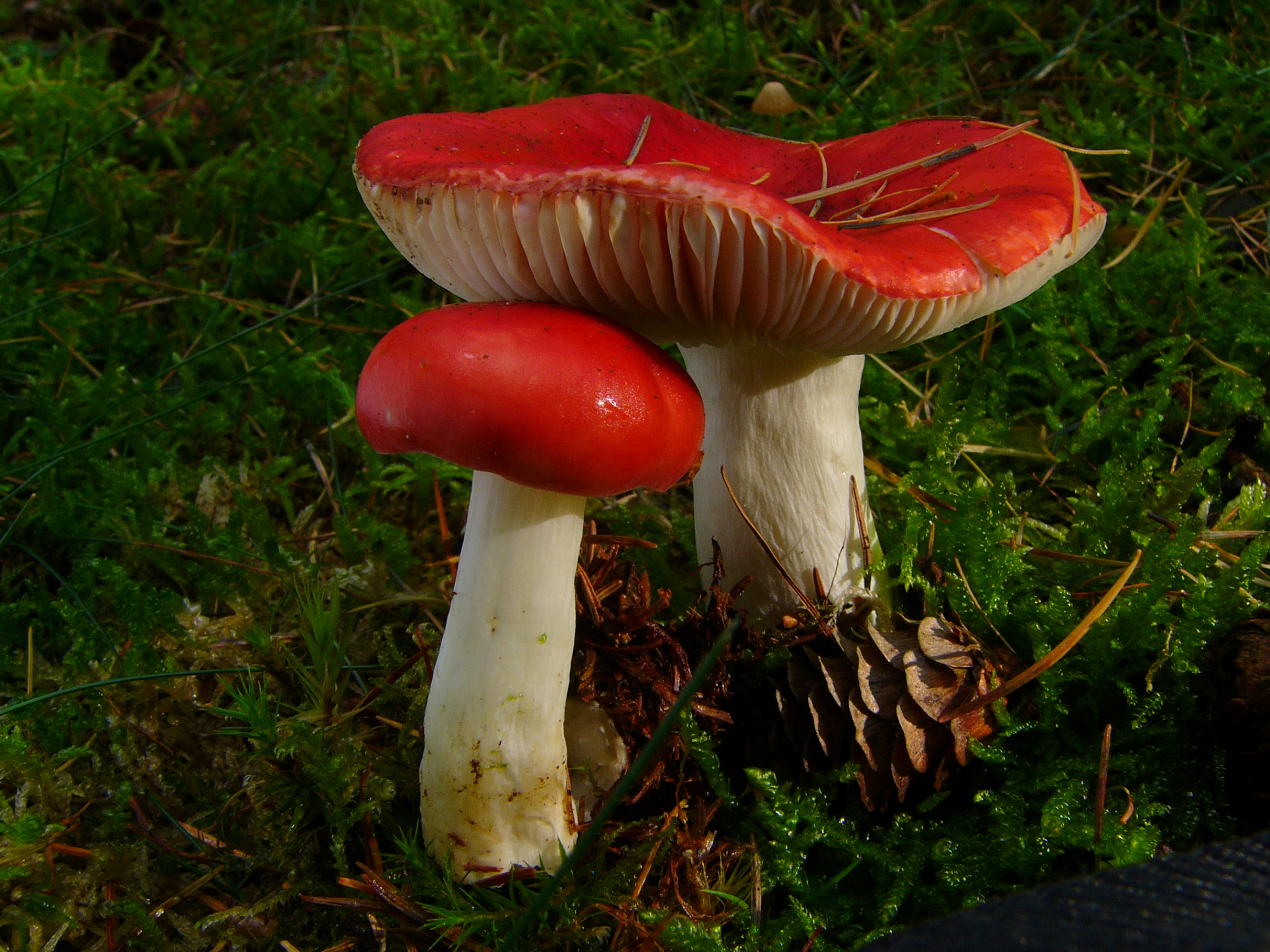
!!!Russula emetica!!!
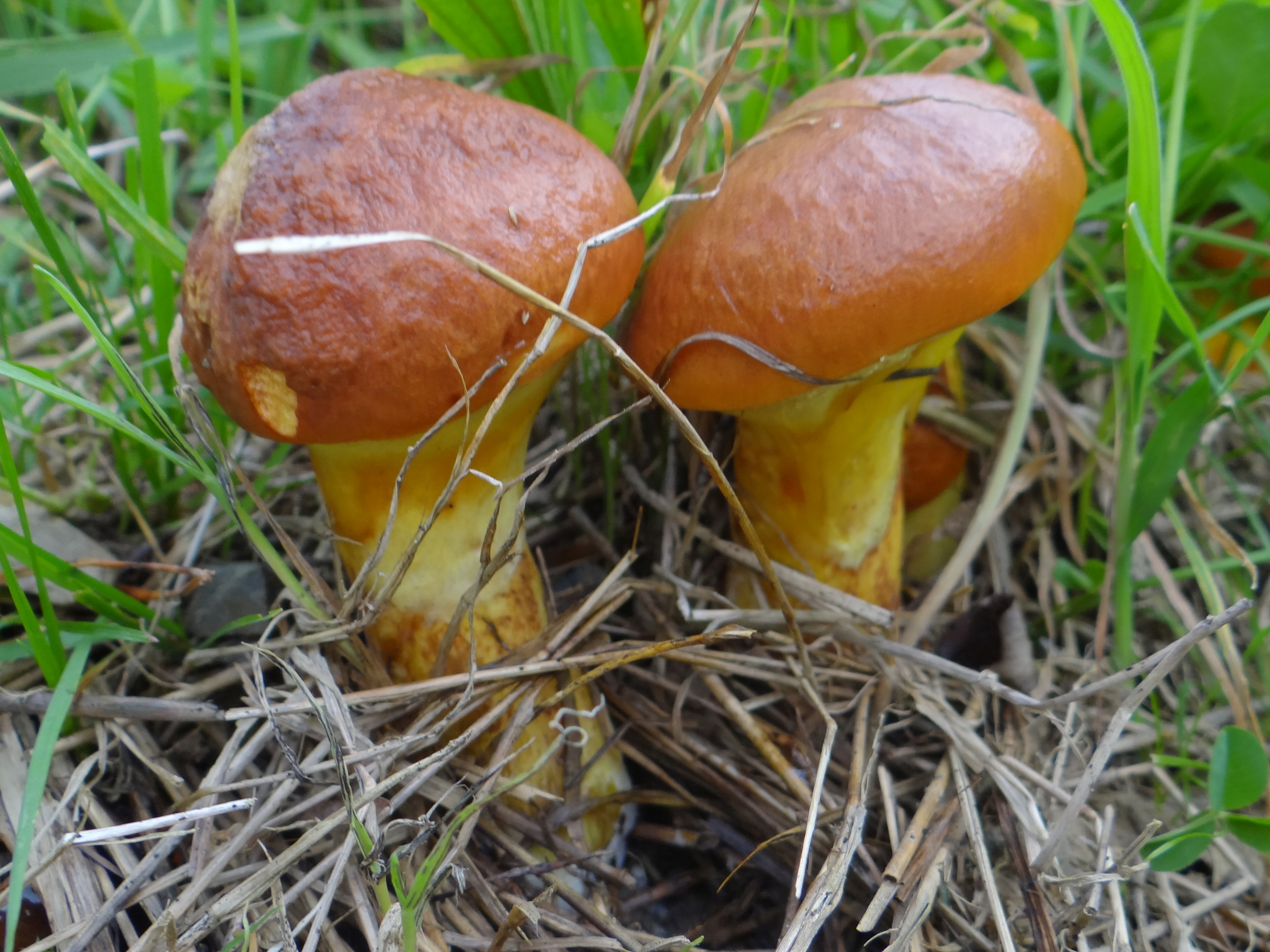
Suillus grevillei
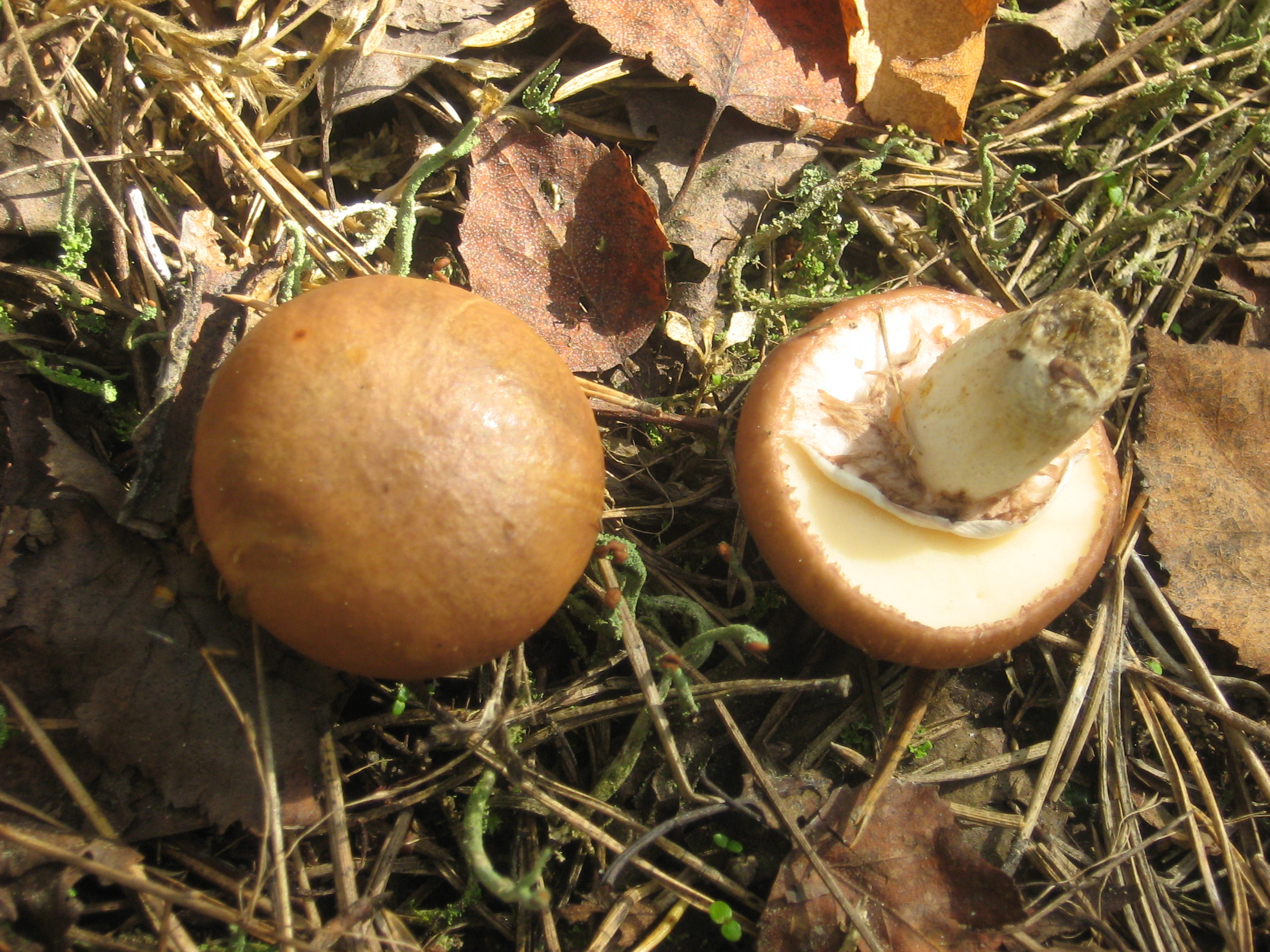
Suillus luteus
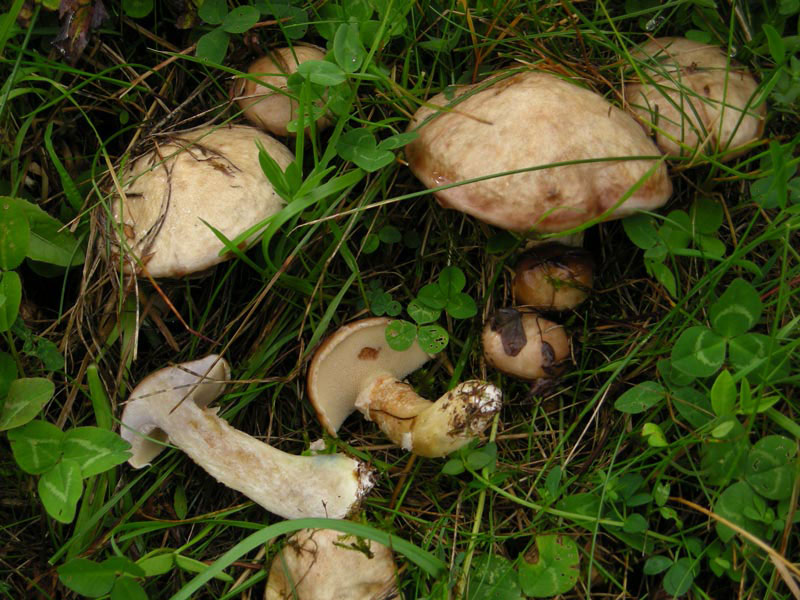
Suillus viscidus

## Valorificare
Bălușca purpurie este calitativ asemănătoare băluștii molidului, astfel ea poate fi prelucrată în bucătărie la fel.